# Walincourt-Selvigny
Walincourt-Selvigny település Franciaországban, Nord megyében. Lakosainak száma 2091 fő (2022. január 1.). Walincourt-Selvigny Haucourt-en-Cambrésis, Élincourt, Clary, Caullery, Ligny-en-Cambrésis, Esnes, Crèvecœur-sur-l’Escaut, Malincourt és Dehéries községekkel határos.

## Népesség
A település népessége az elmúlt években az alábbi módon változott:
| Lakosok száma | 2097 | 2122 | 2164 | 2136 | 2148 | 2153 | 2132 | 2112 | 2091 |
|               | 2013 | 2015 | 2016 | 2017 | 2018 | 2019 | 2020 | 2021 | 2022 |